# Rio Abucea
O Rio Abucea é um rio da Romênia afluente do rio Mureş, localizado no distrito de Hunedoara.